# Annie Lorrain Smith
Annie Lorrain Smith (23 octobre 1854 – 7 septembre 1937) est une lichénologue britannique. Son ouvrage Lichens, publié en 1921, a été un manuel central dans la discipline pendant plusieurs décennies. Également mycologue, elle est l'un des membres fondateurs de la British Mycological Society, qu'elle préside pendant deux mandats.

## Biographie
Bien que née à Liverpool, sa famille a vécu dans la campagne du Dumfriessshire, où son père Walter est pasteur de l'Église libre d'Écosse, dans la paroisse de Half Morton, à quelques kilomètres au nord de Gretna Green. Elle avait plusieurs frères et sœurs, dont le pathologiste James Lorrain Smith.
Après ses études à Édimbourg, elle va à l'étranger pour étudier le français et l'allemand, et travaille comme gouvernante. Elle déménage à Londres, et commence à étudier la botanique vers 1888. Elle suit des cours au Royal College of Science, donnés par Dukinfield Henry Scott. Ce dernier lui trouve un emploi au British Museum, mais elle doit être payée à partir de fonds à part, les femmes ne pouvant pas être employées officiellement. Elle travaille sur les espèces de champignons récemment collectés, en provenance de l'étranger et du Royaume-Uni. Elle travaille aussi dans l'herbier cryptogamique du musée.
En 1905, elle est l'une des premières femmes admises parmi les sympathisants de la Linnean Society of London, après un changement du règlement de cette société savante.
Annie Lorrain Smith dirige une expédition de récolte de lichen sur l'Île de Clare, en Irlande, en 1910 et 1911. Cette opération implique non seulement des Irlandais, mais aussi plusieurs scientifiques européens, intéressés par l'histoire naturelle de cette île. On attribue à cette équipe le premier projet dont le but était de décrire les caractéristiques d'une aire biogéographique particulière. En 1921,elle écrit Handbook of British Lichens qui répertorie de nombreux lichens connus au Royaume-Uni. Elle publie la même année Lichens, qui devient une référence dans la discipline.
Elle est engagée pour les droits des femmes, notamment le droit de vote. Elle travaille encore plusieurs années, et reçoit en 1931 une pension par liste civile « en reconnaissance de ses services à la botanique », alors qu'elle a 70 ans. En 1934, elle devient membre de l'Ordre de l'Empire britannique : « Miss Annie Lorrain-Smith, F. L. S. Pour ses contributions à la mycologie et lichenologie. ».